# عبد الله هارون (سياسي)
سير عبد الله هارون (1872-1942)، (بالأردوية: عبداللہ ہارون)‏ سياسي هندي بريطاني ساهم كثيرًا في تطوير دور المسلمين في المجالات الاقتصادية والتعليمية والاجتماعية والسياسية في شبه القارة الهندية.
صوت عبد الله هارون لصالح قرار استقلال باكستان في مؤتمر الرابطة الإسلامية لمقاطعة السند في أكتوبر 1938 تحت رئاسة محمد علي جناح، كما أيد «قرار لاهور» نيابة عن جميع مسلمي السند في الدورة السابعة والعشرين للرابطة الإسلامية في لاهور في 23 مارس 1940.

## وفاته
توفي عبد الله هارون في 27 أبريل 1942 في كراتشي. وتبرع بعشرة آلاف روبية للرابطة الإسلامية بالله آباد عام 1942. وكان محسنًا ونشطًا في مشاريع الرعاية الاجتماعية طوال حياته وساهم في العديد من المؤسسات الخيرية، أصدر مكتب البريد الباكستاني طابعًا بريديًا باسمه في سلسلة «روَّاد الحرية».